# Пон, Жан-Пьер
Жан-Пьер Пон (фр. Jean-Pierre Pont) — французский политик, бывший депутат Национального собрания Франции.

## Биография
Родился 9 мая 1950 г. в городе Ле-Портель (департамент Па-де-Кале). Врач по профессии (окончил медицинский факультет университета Лилль-II), в 1989 году он был избран мэром коммуны Нёшатель-Ардело и впоследствии еще четыре раза переизбирался на этот пост.
В 1993 году Жан-Пьер Пон стал кандидатом движения Союз за французскую демократию на выборах в Национальное собрание Франции по 5-му избирательному округу департамента Па-де-Кале, победив действовавшего депутата, социалиста Ги Ланганя. В 1997, 2002 и 2007 годах он также участвовал выборах, но неизменно проигрывал социалистам — сначала дважды Ланганю, а затем мэру города Булонь-сюр-Мер Фредерику Кювилье.
Во время предвыборной президентской кампании 2017 года Жан-Пьер Пон активно поддерживал Эмманюэля Макрона, и после победы последнего стал кандидатом его движения «Вперёд, Республика!» на  выборах в Национальное собрание 2017 г. по 5-му избирательному округу департамента Па-де-Кале, получил 61,03 % голосов во 2-м туре и спустя двадцать лет вновь получил мандат депутата Национального собрания Франции.
На выборах в Национальное собрание в 2022 году он вновь баллотировался по 5-му округу департамента Па-де-Кале от президентского большинства и в третий раз был избран депутатом Национального собрания. Входит в состав Комиссии по конституционному законодательству.
На Парламентских выборах 2024 года, назначенных после роспуска президентом Эмманюэлем Макроном Национального собрания 9 июня 2024 года, Жан-Пьер Пон вновь баллотировался, но занял только третье место в 1-м туре.

## Занимаемые выборные должности
19.03.1989 — 20.06.2017 — мэр коммуны Нёшатель-Ардело

02.04.1993 — 21.04.1997 — депутат Национального собрания Франции от 5-го избирательного округа департамента Па-де-Кале

21.06.2017 — 09.06.2024 — депутат Национального собрания Франции от 5-го избирательного округа департамента Па-де-Кале